# Arturo Jara Márquez
Arturo Jara Márquez SDB (* 26. Juni 1880 in Lontué, Provinz Talca; † 10. Februar 1939 in Santiago de Chile) war chilenischer Ordenspriester und römisch-katholischer Apostolischer Vikar von Magallanes-Islas Malvinas.

## Leben
Nach seinem Ordenseintritt und den Studien in Philosophie und Theologie wurde er am 25. April 1905 zum Priester geweiht. 
Am 29. Januar 1926 ernannte ihn Papst Pius XI. zum Apostolischen Vikar von Magallanes-Islas Malvinas, verbunden mit dem Titularbistum Archelaïs. Am gleichen Tag erfolgte die Bischofsweihe durch Benedetto Kardinal Aloisi Masalle. Mitkonsekratoren waren die Bischöfe Abraham Aguilera Bravo SDB und Miguel León Prado. 
Er wirkte insbesondere unter den Kawesqar.
1938 trat er aus gesundheitlichen Gründen von seinem Amt zurück und starb am 10. Februar des Folgejahres.